# البینو، بخش سیدلسی
البینو، بخش سیدلسی (به لاتین: Albinów, Siedlce County) یک منطقهٔ مسکونی در لهستان است که در Gmina Kotuń واقع شده‌است.